# Briggs Point
Der Briggs Point ist eine Landspitze an der Nordküste Südgeorgiens. Sie liegt auf der Ostseite der Bucht Godthul südwestlich des Kap George.
Der Briggs Point erscheint erstmals auf Kartenmaterial, dass im Zuge der britischen Discovery Investigations im Jahr 1929 entstand. Namensgeber ist Alfred Charles Briggs (1905–1988), ein Mitglied des Vermessungsteams.